# Дюсембаев, Ануар Ермуканович
Дюсемба́ев Ануа́р Ермука́нович (род. 11 января 1953; Алма-Ата, Казахская ССР) — советский, казахстанский математик, кибернетик.

## Биография
В 1975 году окончил матмех факультет Ленинградского государственного университета (кафедра МО ЭВМ Лаврова). В 1984 году в ВЦ АН СССР (г. Москва) защитил кандидатскую диссертацию по специальности «математическая кибернетика». В 1994 году стал доктором физико-математических наук по специальности «теоретические основы информатики». Научным консультантом был академик РАН Ю. И. Журавлёв.
С 1986 по 1990 год доцент, старший преподаватель, снс, мнс, старший инженер математического факультета КазГУ.
С 1991 по 1994 докторант Научного совета по кибернетики (НСК) АН СССР (РАН) г. Москва.
Руководил студенческими проектами, среди которых победители Республиканских и международных конкурсов:
- Сулейменов Б. — Диплом I степени за лучшую научную работу конференция-конкурс «Ломоносов 2006» МГУ, г. Москва, секция вычислительная математика и кибернетика;
- Елюсизов Дамир — Диплом II степени за лучшую научную работу 2006 г. Каз. фил. МГУ, г. Астана и др.

Владеет казахским, русским и английским языком.

## Список преподаваемых дисциплин
Бакалавриат:
- Design of Algorithm
- Design of Algorithms (ACM)
- Основы информационных систем
- Архитектура компьютерных систем и операционные системы
- Теоретическая информатика

Магистратура:
- Алгоритмы и структуры данных
- Алгоритмы и структуры данных 2
- Алгоритмы и их сложность
- Построение и анализ алгоритмов
- Алгоритмы и структуры данных
- Математические и фундаментальные основы компьютерных наук
- Математические и фундаментальные основы компьютерных систем
- Разработка и анализ алгоритмов (на англ. языке)
- Разработка и анализ алгоритмов

Докторантура:
- Analysis and design of program systems
- Models and algorithms
- Models and algorithms of searching
- Research in Information Systems
- Theoretical Informatics
- Дизайн модели приложений ИС
- Оптимизационные методы в информационных систем
- Разработка алгоритмов и их сложность
- Экспертные системы, основанные на правилах
- Анализ и проектирование программных систем
- Методы синтаксического анализа
- Теоретическая информатика

## Труды
Печатался в журналах АН СССР, РАН, США. Автор монографии «Математические модели сегментации программ» (М.: «Физматлит» МАИК, Наука, — 2001, 208 с.) и др.
- Zhuravlev Yu. I., Dyusembaev A.E., «Neural Network Construction for Recognition Problems with Standard Information on the Basis of a Model of Algorithms with Piecewise Linear Surfaces and Parameters»[1]
- Dyusembaev A.E., Grishko M.V., «On Correctness Conditions for Algebra of Recognition Algorithms with μ-Operators over Pattern Problems with Binary Data»[2]
- Dyusembaev A.E., Grishko M.V., «Construction of a Correct Algorithm and Spatial Neural Network for Recognition Problems with Binary Data»[3]
- Dyusembaev A.E., «An approach to the solution of recognition problems using neural networks», published in Doklady Akademii Nauk, 2017, Vol. 473, No. 2, pp. 127—130.,[4]
- Dyusembaev A.E., Kaliazhdarov D.R., «On exact solutions of recognition problems based on the neural-network approach», 2015, published in Doklady Akademii Nauk, 2015, Vol. 461, No. 3, pp. 268—271.,[5]
- Dyusembaev, A.E., Kaliazhdarov, D., Grishko, M., «To construction of the correct algorithm for pattern recognition tasks over fuzzy neuro-operator model», 2014, iFUZZY 2014—2014 International Conference on Fuzzy Theory and Its Applications, Conference Digest.,[6]
- Dyusembaev, A.E., «Mathematical models of program segmentation», FIZMATLIT. 207 p. (2001), MSC:68N01 68-02.
- Dyusembaev A.E., M. Grishko, D. Kaliazhdarov, «The Conditions of solvability of the inverse problem of the Operator Equation for a Pattern Recognition Neurooperator Model» AJIIPS, Australian Journalof Intelligent Information Processing Systems.Volume 14,No.2,2014,pp. 15-21.
- Dyusembaev A.E., «Operator Approach to discrete programming with application newral networks modeling», Proc.Int. Conf. ICAFS’96, Germany, Berlin, 1996, pp. 181—189.
- Dyusembaev A.E., «Mathematical models of program segmentation. (Matematicheskie modeli segmentatsii programm.)», Moskva: FIZMATLIT. 207 p. (2001).[7]
- Dyusembaev A.E., «On one approach to the problem of segmenting programs..», Phys.-Dokl. 38, No. 4, 134—136 (1993); translation from Dokl. Akad. Nauk, Ross. Akad. Nauk 329, No. 6, 712—714 (1993).[8]
- Dyusembaev A.E., Grishko M.V., «Conditions of the correctness for the algebra of estimates calculation algorithms with μ-operators over a set of binary-data recognition problems», M.V. Pattern Recognit. Image Anal. (2017) 27: 166.[9]
- Dyusembaev A.E., «The synthesis of correct algorithms in the closure of recognition algorithms with representative samples and systems of supporting sets», Zh. Vychisl. Mat. Mat. Fiz., 1983,	Volume 23, Number 6, Pages 1487—1496 (Mi zvmmf4483).[10]
- Dyusembaev A.E., «On the correctness of algebraic closures of recognition algorithms of the „tests“ type», USSR Computational Mathematics and Mathematical Physics, 1982, 22:6, 217—226.[11]
- Dyusembaev A.E., Kaliazhdarov D., Grishko M., «Fuzzy operator and three dimensional neural network for pattern recognition problem», Proceedings of 2013 International Conference on Fuzzy theory and Its Application National Taiwan University of Science and Technology, Taipei, Taiwan, Dec. 6-8, 2013.[12]
- Dyusembaev A.E., Kaliazhdarov D., Grishko M., «The Conditions of Solvability of the Inverse Problem of Operator Equation for a Pattern Recognition Neurooperator Model.», Austr. J. Intelligent Information Processing Systems 14(2) (2014).[13]